# Märxle
Märxle ist ein Ortsteil der oberschwäbischen Gemeinde Oberschönegg im Landkreis Unterallgäu in Bayern.

## Geografie

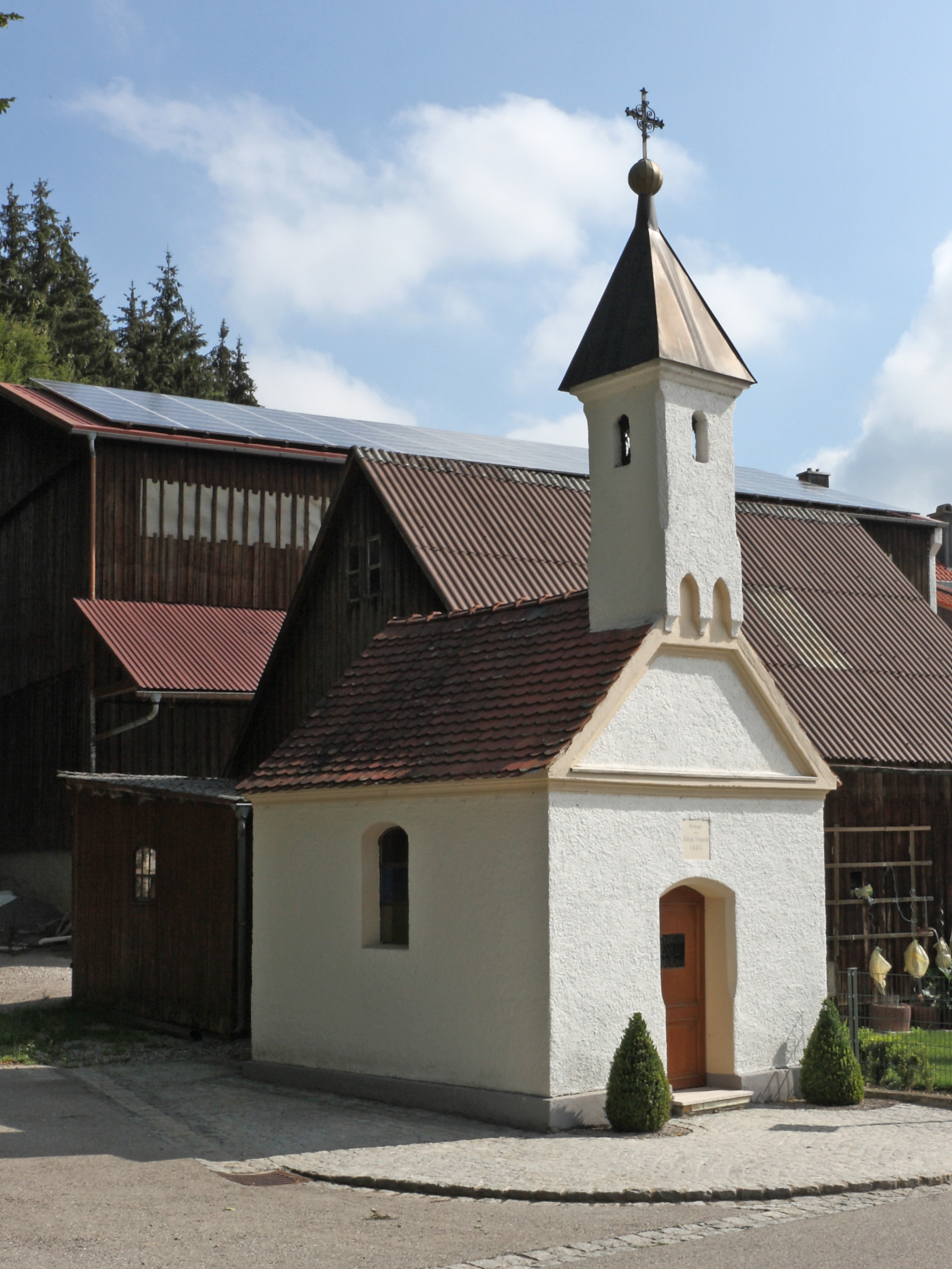
Märxle Kapelle

Der Weiler Märxle liegt etwa drei Kilometer östlich des Hauptortes Oberschönegg. Verbunden ist der Ort mit dem Hauptort durch die Kreisstraße MN 8. Zwischen Dietershofen und Märxle befindet sich der Märxlewald.

## Geschichte
Der Weiler wurde früher auch Fröhlichs genannt. Um 1700 wurde im Ort eine Kapelle erbaut. Das heutige Gebäude ist gemäß einer Inschrift auf einer Solnhofener Platte oberhalb des Eingangs 1885 durch Joseph Schwehr erbaut worden. Das gefasste Kruzifix an der Westwand stammt aus der Zeit um 1700.
Märxle gehörte seit dem zweiten Gemeindeedikt von 1818 zur Gemeinde Dietershofen bei Babenhausen und wurde mit dieser am 1. Mai 1978 zum Abschluss der Gebietsreform in Bayern in die Gemeinde Oberschönegg eingegliedert.